# Viktoriya Kutuzova
Viktoriya Kutuzova (Ucraniano: Вікторія Кутузова; Odessa, 19 de agosto de 1988) é uma tenista profissional ucraniana, profissionalizada em 2003, o seu melhor foi de 76° do mundo, em novembro de 2005.